# ピョートル・ソボチンスキー
ピョートル・ソボチンスキー (Piotr Sobocinski, 1958年2月3日 - 2001年3月26日) はポーランド・ウッチ出身の撮影監督。

## 人物
父親は撮影監督のヴィトルド・ソボチンスキ。ポーランドの国立映画学校で学んだ。1985年にデビューし、タデウシュ・コンヴィツキ、クシシュトフ・キェシロフスキといった監督の作品の撮影を担当。1996年の『身代金』からアメリカ映画も手がけるようになるが、2001年、心臓発作で死去。

## 主な作品
- トリコロール/赤の愛 Trois couleurs: Rouge (1994)
- 身代金 Ransom (1996)
- マイ・ルーム Marvin's Room (1996)
- トワイライト 葬られた過去 Twilight (1998)　日本未公開
- エンジェル・アイズ Angel Eyes (2001)
- アトランティスのこころ Hearts in Atlantis (2001)
- コール Trapped (2002)